# Sphingnotus insignis
Sphingnotus insignis là một loài bọ cánh cứng trong họ Cerambycidae.